# Haltepunkt Halle-Silberhöhe

Der Haltepunkt Halle-Silberhöhe liegt im gleichnamigen Stadtteil im Süden der Stadt Halle (Saale). Er besitzt einen Bahnsteig an der S-Bahn-Strecke nach Halle-Südstadt. Unter dem gleichen Namen bestand bis Anfang der 2000er Jahre gegenüberliegend ein weiterer Haltepunkt an der Verbindungskurve nach Halle-Ammendorf.

## Geschichte

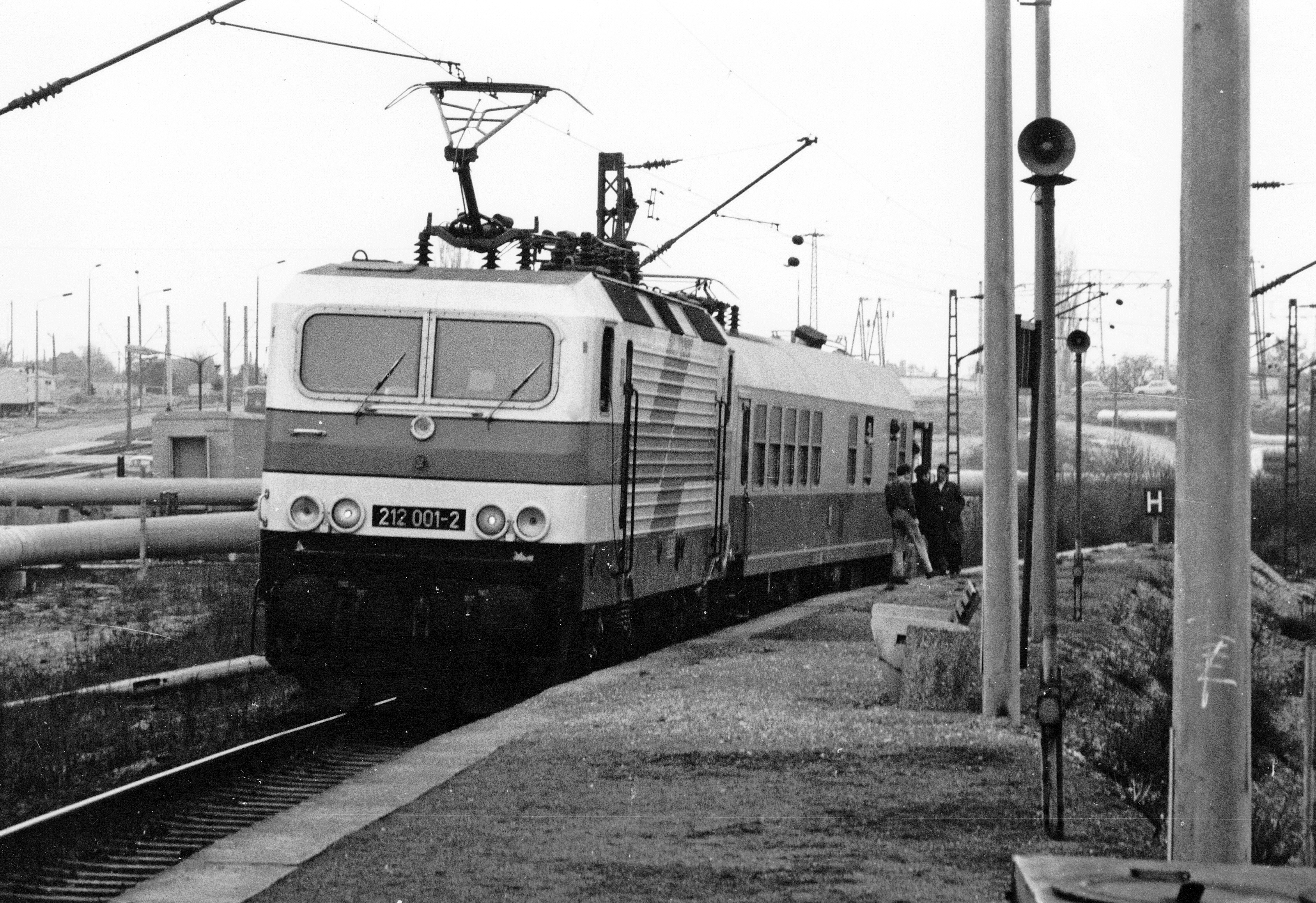
212 001 mit Messzug am Bahnsteig der Verbindungskurve (1983)

Parallel zur Bahnstrecke von Halle (Saale) in Richtung Nordhausen wurde Ende der 1970er Jahre eine separate eingleisige S-Bahn-Strecke angelegt, um mit dem S-Bahnverkehr der neu entstandenen Wohngebiete Silberhöhe und Südstadt die bestehende Strecke nicht weiter zu belasten. Für das Wohngebiet Silberhöhe wurde im Sommer 1979 der Haltepunkt Halle Brühlstraße eröffnet. Nur wenige Monate später wurde an der Verbindungskurve zum Bahnhof Halle (Saale) Süd (heute Halle-Ammendorf) ein zweiter Haltepunkt mit dem Namen Halle-Silberhöhe eröffnet, wo Pendlerzüge von Halle-Neustadt über Schkopau, anstatt über die Buna-Werke, nach Merseburg verkehrten.
Anfang der 1990er Jahre wurde der Haltepunkt Halle Brühlstraße der S-Bahn ebenfalls in Halle-Silberhöhe umbenannt, zur betrieblichen Unterscheidung heißt er jedoch bahnintern seitdem Halle-Silberhöhe (S-Bahn). Anfang der 2000er Jahre wurde der Haltepunkt an der Verbindungskurve aufgelassen.

## Anlagen
Der Bahnsteig der S-Bahn ist für einen möglichen zweigleisigen Ausbau der S-Bahn-Strecke in der Bauform eines Inselbahnsteiges ausgeführt worden. Fast die gesamte Nutzlänge ist überdacht. Der Bahnsteig an der Verbindungskurve besaß lediglich überdachte Aufgänge; die verbliebenen Reste der Bahnsteigausstattung wurden während der Ertüchtigung der anliegenden Strecken im Jahr 2021 zurückgebaut. Beide Haltepunkte sind bzw. waren über jeweils zwei Aufgänge von einem Fußgängertunnel, welcher die drei Bahnstrecken zwischen der Freyburger Straße und der Ouluer Straße unterquert, zu erreichen. Die Aufgänge zum Bahnsteig an der Verbindungskurve sind verschlossen. Zum noch bestehenden Bahnsteig gibt es zudem eine stufenfreie Zuwegung aus Richtung des Wohngebietes.
Die Unterführung wurde im Sommer 2019 farblich neu gestaltet, 2022 bis 2023 soll sie für 1,2 Millionen Euro gänzlich saniert werden, wobei möglicherweise ein Durchbruch in der Mitte angelegt wird.

## Verkehrsanbindung

### Eisenbahn
Seit dem Fahrplanjahr 2022 wird der Haltepunkt von den S-Bahn-Linien S 3 Halle-Nietleben–Wurzen, in der Hauptverkehrszeit weiter bis Oschatz, und S 7 Halle (Saale) Hbf–Lutherstadt Eisleben, bei der einzelne Züge weiter bis Sangerhausen fahren, bedient. Bis 2021 wurde die Linie zwischen Halle (Saale) und Lutherstadt Eisleben als RB 75 bezeichnet, bei der im Zwei-Stunden-Takt ausschließlich die Züge in Fahrtrichtung Lutherstadt Eisleben in Halle-Silberhöhe hielten. Aufgrund der Bauarbeiten im Rahmen des Verkehrsprojektes Deutsche Einheit Nr. 8 zwischen Halle Rosengarten und Angersdorf war der Verkehr vom 14. Januar bis zum 11. Dezember 2021 ausgesetzt.
| Linie | Linienverlauf | Takt (min)                                  | EVU             |
| ----- | --- | ------------------------------------------- | --------------- |
| S 3   | Halle-Nietleben – Halle-Silberhöhe – Halle (Saale) Hbf – Schkeuditz – Leipzig Hbf – Leipzig-Stötteritz – Wurzen (– Oschatz) | 30 (Halle-Nietleben–Wurzen)                 | DB Regio Südost |
| S 7   | Halle (Saale) Hbf – Halle-Silberhöhe – Teutschenthal – Röblingen am See – Lutherstadt Eisleben (– Sangerhausen)             | 60 (Halle (Saale) Hbf–Lutherstadt Eisleben) | Abellio         |

### Nahverkehr
Unweit des Tunnelausganges an der Freyburger Straße befindet sich die Haltestelle S-Bahnhof Silberhöhe der Straßenbahnlinien 3 und 16. Oberhalb des Ausganges befindet sich die gleichnamige Bushaltestelle der Halleschen Verkehrs-AG.